# Шодне ле Шато
Шодне ле Шато (фр. Chaudenay-le-Château) насеље је и општина у источном делу централне Француске у региону Бургоња, у департману Златна обала која припада префектури Бон.
По подацима из 2011. године у општини је живело 47 становника, а густина насељености је износила 8,92 становника/km². Општина се простире на површини од 5,27 km². Налази се на средњој надморској висини од 400 метара (максималној 521 m, а минималној 355 m).

## Демографија
| 1962. | 1968. | 1975. | 1982. | 1990. | 1999. | 2011. |
| ----- | ----- | ----- | ----- | ----- | ----- | ----- |
| 34    | 35    | 29    | 28    | 33    | 36    | 47    |

График промене броја становника у току последњих година